# Alkonost (Band)

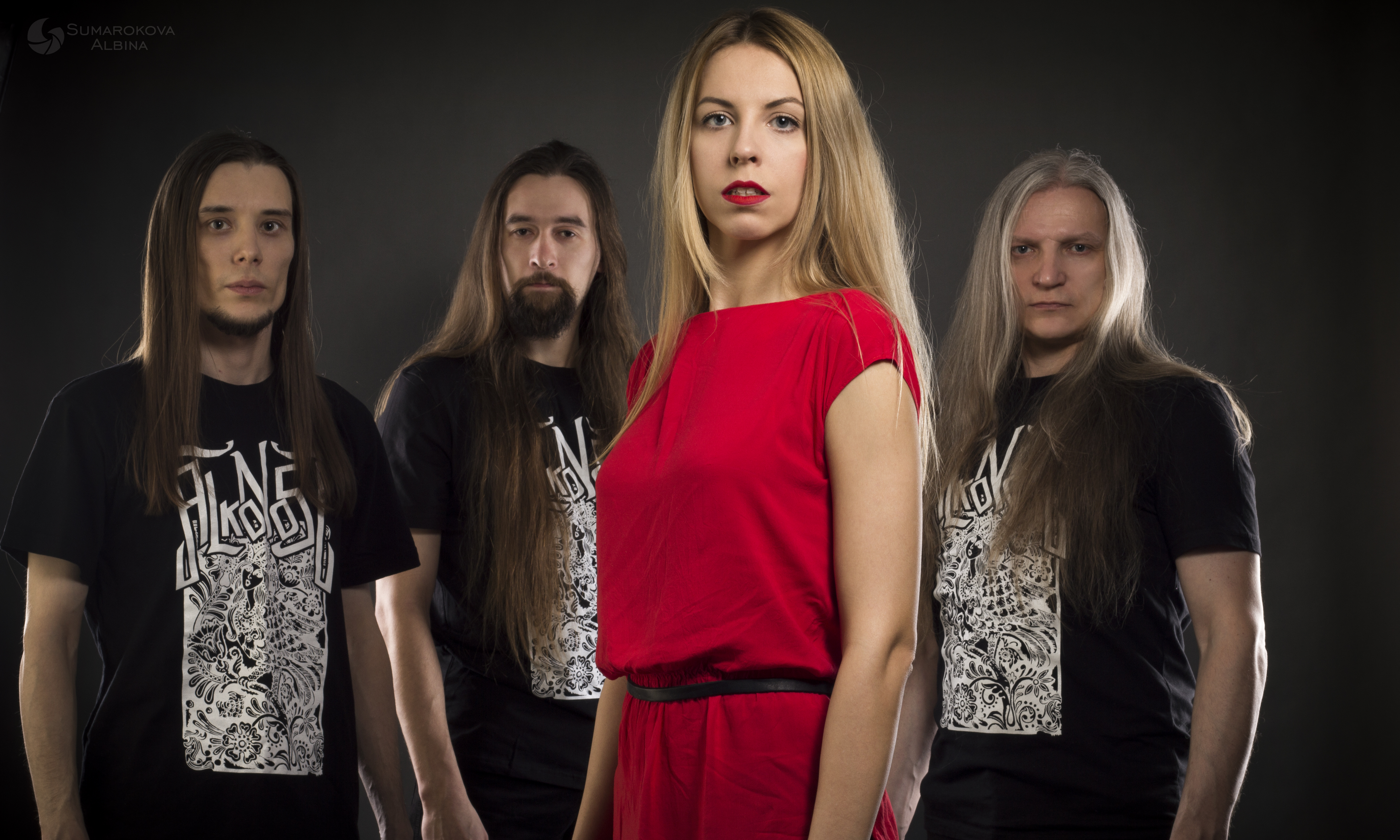
Alkonost (2016)

Alkonost ist eine russische Folk-Metal-Band aus Nabereschnyje Tschelny, einer Stadt in der russischen Republik Tatarstan. Der Bandname leitet sich von der gleichnamigen Sagengestalt des russischen Volksglaubens ab.

## Geschichte
Die Band veröffentlichte 1997 auf Kassette ihr Demo Shadows of Glory. Auf dem gleichen Tonträgerformat erschien 2000 – u. a. bei Ketzer Records – ihr Debütalbum Songs of the Eternal Oak. Die weiteren Werke der Band erschienen bei Musiklabels wie Einheit Produktionen, Metalism Records, Sound Age Productions und Vic Records. Die Alben von 2016 bis 2021 wurden zuerst dann im Selbstverlag herausgegeben.

## Stil
Zur Wiederveröffentlichung des Albums Путь непройденный (englisch The Path We've Never Made) auf Vic Records schrieb Stormbringer.at, dass die Band Pagan Metal mit epischeren Kompositionen als Arkona spiele.
In Ausgabe 279 des Rock Hard schrieb Volkmar Weber zum 2010er-Album На Крыльях Зова (englisch On the Wings of the Call), dass „Fans von hymnischen Ensiferum oder Eluveitie“ Gefallen an der Band finden sollten.

## Diskografie
- 1997: Shadows of Glory (Demo)
- 2000: Songs of the Eternal Oak
- 2002: Alkonost (Kompilationsalbum)
- 2004: Between the Worlds
- 2006: Межмирье
- 2006: Путь Непройденный
- 2007: Каменного Сердца Кровь
- 2007: Песни Вечного Древа
- 2010: На Крыльях Зова
- 2013: Сказки Странствий
- 2015: Tales of Wanderings
- 2016: Песни Белой Лилии
- 2018: Октаграмма
- 2019: Full Discography (Kompilation, MP3)
- 2020: Piano Version
- 2021: Ведомые Ветром
- 2023: Оберег (Single)